# Región Texcoco
Región 15 Texcoco es la decimoquinta de las 20 regiones en que se divide el Estado de México.

## Municipios de la región
- Atenco
- Chiconcuac
- Texcoco
- Tezoyuca